# Atlantis PbeM
Atlantis ist ein per E-Mail gespieltes rundenbasiertes Fantasy-Strategiespiel.
Die englischsprachige Originalversion von Atlantis wurde auf Basis des Spiels Olympia von Russel Wallace entwickelt, die erste Partie begann im April 1993. Verbesserungen wurden in den Versionen der Folgejahre eingebaut.
Eine deutsche Übersetzung erfolgte 1995 durch Alex Schröder, läuft unter dem Namen German Atlantis und wurde bis Version 6.2 weiterentwickelt.

## Ablauf und Spielziel
Das Spiel ist für eine beliebige Anzahl von Spielern konzipiert, die Spielwelt unterteilt sich in eine Vielzahl von Inseln, die von den Parteien der Spieler besiedelt werden. Die Parteien bestehen dabei aus von den Spielern rekrutierten Einheiten, die verschiedene Talente wie zum Beispiel Magie, Kampffertigkeiten sowie die zur Produktion von Gebäuden, Schiffen und Waffen benötigten Fähigkeiten erlernen können.
Ein offizielles Spielziel oder Spielende ist nicht gegeben, jedem Beteiligten ist selbst überlassen, was und wie er es zu erreichen versucht. Ein Einstieg ist jederzeit möglich, neue Spieler werden dabei in unbesiedelten Regionen „ausgesetzt“.
Jedem Spielzug folgt eine Auswertung, die dabei mitgelieferte 'Zeitung' ermöglicht den Spielern allen zugängliche Darstellungen ihrer Partei, im Gegensatz zu per E-Mail vorgenommenen Geheimverhandlungen zwischen einzelnen Spielern.
Die Auswertung ist textbasiert, es sind jedoch Programme frei erhältlich, die die Auswertung in Graphik umwandeln und bei der Erstellung der Spielzüge unterstützen.
Die meisten laufenden Spiele sind kostenlos, die von Alex Schröder entwickelte Software ist frei, darf aber nicht kommerziell genutzt werden.

## German Atlantis
German Atlantis basiert auf dem englischen Original Atlantis 1.0 von Russel Wallace. Es wurde im Sommer 1995 von Alex Schröder übersetzt und von ihm bis zur Version 6.2 weiterentwickelt. Alle heutigen Atlantis-Versionen basieren hierauf.

### Eressea
Eressea startete im Jahr 1996 auf der Basis von German Atlantis. Das Spiel gibt es damit seit über 1300 Runden. Im August 2024 hatte Eressea gut 200 Parteien. Den Spielerhöhepunkt hatte Eressea mit über 2000 Parteien, die Spielerzahl ist seit Jahren recht stabil. Ein Einstieg ist wieder jederzeit möglich.
Für Eressea wurde ein Clientprogramm namens Magellan entwickelt, das die Spieler bei der Zugauswertung und -planung unterstützt und die Spielwelt in einer Karte visualisiert.

### Fantasya
Fantasya ist von German Atlantis 6.2 abgeleitet, wurde aber nach einem Servercrash im April 2008 komplett neu in Java entwickelt. Hier gibt es verschiedene Rassen für die Spieleinheiten mit unterschiedlichen Boni und Mali. Derzeit (August 2022) läuft die 622. Runde mit nur wenigen verbliebenen Spielern. Eine neue Spieleengine mit dem Namen „Lemuria“ wurde von 2017 bis 2022 von Grund auf neu in PHP entwickelt und wird stetig weiterentwickelt. Ein Testspiel mit der neuen Engine hat die 73. Runde erreicht und ist seit dem 6. August 2022 das Hauptspiel. Neue Anmeldungen sind möglich. Der Magellan-Client aus Eressea ist zum größten Teil kompatibel zu Fantasya und Lemuria. Es gibt ein eigenes Wiki und ein Forum mit einem Rollenspielbereich.